# Highlands (Carolina do Norte)
Highlands é uma cidade  localizada no estado norte-americano de Carolina do Norte, no Condado de Jackson e Condado de Macon.

## Demografia
Segundo o censo norte-americano de 2000, a sua população era de 909 habitantes.
Em 2006, foi estimada uma população de 944, um aumento de 35 (3.9%).

## Geografia
De acordo com o United States Census Bureau tem uma área de
16,0 km², dos quais 15,7 km² cobertos por terra e 0,3 km² cobertos por água.

## Localidades na vizinhança
O diagrama seguinte representa as localidades num raio de 24 km ao redor de Highlands.